# Astragalus alopecurus
Astragalus alopecurus är en ärtväxtart som beskrevs av Pall.. Astragalus alopecurus ingår i släktet vedlar, och familjen ärtväxter. Inga underarter finns listade i Catalogue of Life.